# Lespielle
Lespielle ist eine französische Gemeinde mit 152 Einwohnern (Stand 1. Januar 2022) im Département Pyrénées-Atlantiques in der Region Nouvelle-Aquitaine (vor 2016: Aquitanien). Die Gemeinde gehört zum Arrondissement Pau und zum Kanton Terres des Luys et Coteaux du Vic-Bilh (bis 2015: Kanton Lembeye).
Die Einwohner werden Lespiellois und Lespielloises genannt.

## Geographie
Lespielle liegt circa 35 Kilometer nordöstlich von Pau in der Region Vic-Bilh der historischen Provinz Béarn am nordöstlichen Rand des Départements.
Umgeben wird Lespielle von den Nachbargemeinden:
|          | Gayon                                       | Castillon |
| Lalongue | Kompassrose, die auf Nachbargemeinden zeigt |           |
|          | Simacourbe                                  | Escurès   |

Lespielle liegt im Einzugsgebiet des Flusses Adour.
Einer seiner Nebenflüsse, der Lées, durchströmt das Gebiet der Gemeinde mit seinen Zuflüssen:
- Ruisseau de Saby,
- Ruisseau de Tachoires und
- Ruisseau de l’Engalinette.[2]

## Geschichte
Die heutige Gemeinde Lespielle ist durch eine Fusion der ehemaligen Gemeinden Lespielle, Germenaud und Lannegrasse im Jahre 1833 hervorgegangen. Bis zum 25. August 1978 trug die neue Gemeinde den Namen Lespielle-Germenaud-Lannegrasse.
Bei der Volkszählung im Béarn im Jahr 1385 wurden in Lespielle 18 Haushalte gezählt, darunter auch ein größeres Viertel, in dem Cagots getrennt von den restlichen Bewohner lebten und ihre eigene Quelle besaßen. Im gleichen Vorgang wurden in Germenaud zehn und in Lannegrasse sechs Haushalte gezählt. Alle drei Siedlungen gehörten zur Bailliage des Erzpriestertums von Lembeye. Lespielle besaß ein Laienkloster, Vasall des Vicomtes von Béarn. Germenaud wurde im 17. Jahrhundert zum Baronat erhoben, ebenfalls als Vasall des Vicomtes von Béarn. Lannegrasse gehörte zur Markgrafschaft von Gassion.
Toponyme und Erwähnungen von Lespielle waren:
- Lespiele und Laspiele (1385 bzw. 1402, Volkszählung im Béarn),
- Lespiela und Laspiela (1538 bzw. gegen 1540, Manuskriptsammlung des 16. bis 18. Jahrhunderts) und
- Lespielle (1750, Karte von Cassini).[5][6]

Toponyme und Erwähnungen von Germenaud waren:
- Germenau und Germanau (1385 bzw. 14. Jahrhundert, Volkszählung im Béarn),
- Germenaut (1683, Manuskriptsammlung des 16. bis 18. Jahrhunderts),
- Germenaud (1750 und 1793, Karte von Cassini bzw. Notice Communale),
- Germenand (1801, Bulletin des Lois) und
- Germenaud (1863, Dictionnaire topographique du département des Basses-Pyrénées).[5][6][7]

Toponyme und Erwähnungen von Lannegrasse waren:
- Villa quoe Lanagrassa vocatur (14. Jahrhundert, Kopialbuch der Abtei von Saint-Pé-de-Bigorre),
- Lane-Grasse (1385, Volkszählung im Béarn),
- Lanegrace (1538, Manuskriptsammlung des 16. bis 18. Jahrhunderts),
- Lanegrasse (1750, Karte von Cassini),
- Lannegrace (1793, Notice Communale) und
- Lanegrasse (1801, Bulletin des Lois).[5][6][8]

### Einwohnerentwicklung
Nach Höchstständen der Einwohnerzahl von rund 380 Einwohnern in der Mitte des 19. Jahrhunderts ist die Zahl bei kurzen Wachstumsphasen bis zu den 1990er Jahren auf 140 gesunken. Seitdem hat sich die Größe der Gemeinde auf einem Niveau von rund 150 Einwohnern stabilisiert.
| Jahr      | 1962 | 1968 | 1975 | 1982 | 1990 | 1999 | 2006 | 2009 | 2022 |
| --------- | ---- | ---- | ---- | ---- | ---- | ---- | ---- | ---- | ---- |
| Einwohner | 149  | 125  | 143  | 155  | 152  | 140  | 149  | 132  | 152  |

## Sehenswürdigkeiten

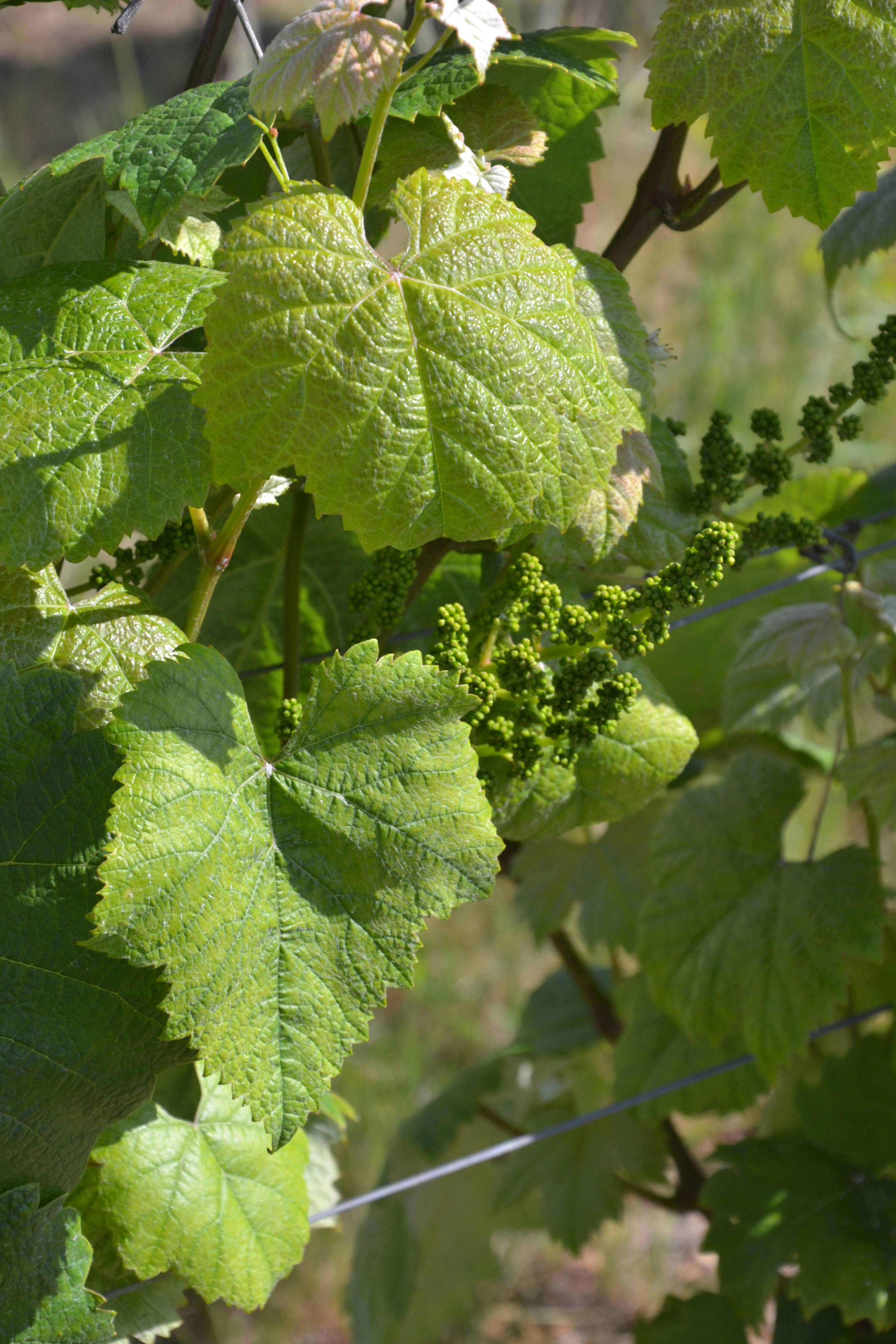
Weinrebe der AOC Béarn

- Pfarrkirche Saint-Denis in Lannegrasse. In allen drei ehemaligen Pfarrgemeinden gab es vor der Vereinigung Pfarrkirchen, die 1899 abgerissen wurden und mit dem Bau der heutigen Pfarrkirche zwischen 1902 und 1907 nach Plänen der Architekten Pierre Gabarret und Jules-Antoine Noutary ersetzt wurden. Das einschiffige Langhaus der heutigen Kirche birgt Ausstattungsgegenstände aus dem 17. bis 20. Jahrhundert, die als nationale Kulturgüter registriert sind, u. a. ein Tabernakel aus dem 17. Jahrhundert und ein Kreuzweg von François Grellet aus dem 19. Jahrhundert.[10][11]

- Manoir de Couloume. Das im 16. Jahrhundert errichtete Gebäude ist das ehemalige Laienkloster von Lespielle. Es gehörte zunächst der Familie Labadie, dann über eine Heirat der Familie Cassagnère. 1570 wurde es beschlagnahmt, 1734 war der Landsitz im Besitz von Arnaud de Colomme, der ihm seinen Namen gab. Das heutige zweistöckige Gebäude besteht aus einem Wohntrakt und einem an die Südfassade angebauten oktogonalen Turm mit einer Innentreppe aus Holz. Das Eingangstor von der Straße zum Hof aus geschmiedetem Eisen stammt aus dem 18. Jahrhundert. Als die ehemalige Pfarrkirche von Lespielle gegen Ende des 19. Jahrhunderts abgerissen wurde, wurde das Geländer der Empore der Kirche wieder verwendet und in die nördliche Fassade des Hauses integriert.[12][13]

- Wassermühle von Bellegarde. Ihre Errichtung datiert aus dem 14. Jahrhundert. Ein Teil des Wohntrakts ist direkt über dem Umleitungskanal gebaut, aus dem die Mühle die Energie zum Antreiben des Wasserrads entnimmt, um Getreide zu mahlen oder Öl zu gewinnen. Führungen werden veranstaltet, begleitet mit Videos und verschiedenen Exponaten von alten Werkzeugen, die die Geschichte und Funktionsweise der Mühle erklären. Unweit des Gebäudes befindet sich ein am Ende des 20. Jahrhunderts restaurierter gedeckter Brunnen, der die Bewohner vor dem Anschluss an die fließende Wasserversorgung mit Wasser versorgte.[14][15]

## Wirtschaft und Infrastruktur
Die Landwirtschaft ist traditionell der wichtigste Wirtschaftsfaktor der Gemeinde. Lespielle liegt in der Zone AOC des Weinbaugebiets Béarn.

### Sport und Freizeit
- Auf dem Gebiet der Gemeinde befindet sich ein Geländerundkurs mit einer Gesamtlänge von rund einem Kilometer, auf dem das Fahrverhalten mit Tourenwagen bei verschiedenen, einstellbaren Streckenbedingungen (trocken, nass, vereist) trainiert werden kann.[18]

- Ein Rundweg mit einer Länge von 9 km und einem Höhenunterschied von 140 m führt von der Wassermühle durch Wälder, Weinberge und Wiesen.[19]

### Verkehr
Lespielle ist angeschlossen an die Routes départementales 143 und 543.